# Униреа (Хунедоара)
Униреа (рум. Unirea) насеље је у Румунији у округу Хунедоара у општини Ђенерал Бертхелот. Oпштина се налази на надморској висини од 368 m.

## Становништво
Према подацима из 2011. године у насељу је живело 1006 становника.